# Portland-Projekt
Das Portland-Projekt ist eine Initiative des FreeDesktop.org Projekts, welche die Portierung von Anwendungssoftware erleichtern soll. Dazu werden plattform- und desktopübergreifenden Funktionen für unabhängige Softwareentwickler (ISV) zur Verfügung gestellt. Die Portierbarkeit zwischen den verschiedenen Betriebssystemen wie Linux, Unix, MacOS und Windows wird dadurch erhöht.
Unter anderen ist es möglich, aus einer Anwendung heraus den Bildschirmschoner des jeweiligen Desktops vorübergehend abzuschalten, einen gemeinsam verwendeten Drucker- und Datei-Öffnendialog aufzurufen oder auf Dateien in einer plattformunabhängigen Weise zugreifen zu können.